# Симари Биркнер, Мария Белен
Мария Белен Симари Биркнер (исп. María Belén Simari Birkner, род. 18 августа 1982 года, Сан-Карлос-де-Барилоче) — известная аргентинская горнолыжница, участница трёх Олимпийских игр и семи чемпионатов мира. Универсал, выступает во всех дисциплинах горнолыжного спорта.

## Карьера
В Кубке мира Симари Биркнер дебютировала в 1999 году, в феврале 2005 года первый, и пока единственный раз попала в тридцатку лучших на этапе Кубка мира, в комбинации. Лучшим достижением Симари Биркнер в общем зачёте Кубка мира является 122-е место в сезоне 2004-05.
На Олимпиаде-2002 в Солт-Лейк-Сити была заявлена в пяти дисциплинах: скоростной спуск - 35-е место, комбинация - 20-е место, супергигант - не стартовала, слалом - 31-е место, гигантский слалом - 34-е место.
На Олимпиаде-2006 в Турине стала 29-й в комбинации, 47-й в супергиганте и 37-й в слаломе, кроме того была стартовала в гигантском слаломе, но не добралась до финиша.
На Олимпиаде-2010 в Ванкувере стартовала во всех пяти дисциплинах: скоростной спуск - 29-е место, комбинация - не финишировала, супергигант - 31-е место, гигантский слалом - 46-е место, слалом - не финишировала.
За свою карьеру принимала участие в семи чемпионатах мира, лучший результат 15-е место в комбинации на чемпионате 1999-го года.
Использует лыжи и ботинки производства фирмы Rossignol.

## Семья
У Марии Белен Симари Биркнер большая горнолыжная семья, её сестра Макарена Симари Биркнер и брат Кристиан Симари Биркнер так же входят в сборную Аргентины по горным лыжам, а тёти Каролина Биркнер и Магдалена Биркнер, а также дяди Игнасио Биркнер и Хорхе Биркнер выступали за сборную Аргентины по горным лыжам в 80-х годах 20-го века.